# 2017年米林地震
2017年米林地震，是2017年11月18日发生于中国西藏自治区林芝市米林县的一场地震，震中位于东经95.02度，北纬29.75度，震级为MS 6.9级，震源深度约为10千米。
中国地震局指出，本次地震以逆冲型为主，震中处于东喜马拉雅构造结雅鲁藏布江断层带的大渡卡断裂的东北向延长线上。在此次地震中，西藏部分地区震感强烈。震中距墨脱县56公里、距林芝市巴宜区65公里、距波密县73公里、距米林县98公里、距洛隆县135公里，距拉萨市378公里。主震发生后，附近又发生多次余震。尽管地震震中处于人口稀少的无人区，但本次地震仍造成了3人受伤，并导致川藏公路暂时中断，震中附近的建筑物也受到了不同程度损毁。中国地震局称，本次地震为较大地震灾害，并据此启动了三级应急响应。

## 地质背景
喜马拉雅山沿线是地震多发地区，该山脉坐落在阿尔卑斯带上，是欧亚板块和印度板块动力碰撞的影响区。印度板块以约50mm/a的速度向北运动与欧亚板块碰撞汇聚于喜马拉雅弧，造成了青藏块体的不断隆升。中国地震局指出，此次地震震中附近有嘉黎断裂带、米林断裂等三条主要断裂带。中国地震局还推测称，发震断裂可能是北北西向达木—边坝断裂，该断裂是一个小地震密集带，亦是东喜马拉雅构造结北部弧顶北西向断裂。有研究人员从动力学角度分析，指出此次地震是由于印度洋板块的推挤，导致缅甸弧进一步推挤到中国大陆内部，继而引发的。
本次地震震中接近青藏高原南部的大地构造边界，这一地区的雅鲁藏布江断层带是印度板块向亚欧大陆俯冲碰撞的构造演化结果。这一地质特征使得这一该断裂带地震活动频繁，除本次地震外，历史上该地区附近曾还发生过1897年阿萨姆地震、1950年察隅地震和2015年4月尼泊尔地震等多次较大地震。中国地震局分析，西藏米林震区处在地壳运动速度变化最大的区域，2015年尼泊尔地震使得附近地区库仑应力升高，时间序列有加速压缩趋势，增加了地震发生的可能性。

## 震害情况
这场地震发生在协调世界时2017年11月17日22时34分，也即当地时间18日6时34分。震中位于西藏东部的崎岖山区，当地人口稀疏，总人口仅有2.3万人，附近大部分是无人区，地质环境恶劣。地震发生时正是当地的清晨时间。当地一名商贩表示早上的时候“摇得很凶”。米林县鲁朗镇扎西岗村党支部书记巴桑次仁说，地震发生时，房子摇得很厉害，在屋里站都站不稳，这是他第一次经历这么强的地震。位于震中附近的一位村民说，“早上被地震晃醒了，还是挺害怕的，就赶紧往外跑，好在没出什么事”。一位游客描述道，“当时能明显感觉到房屋晃动，外面轰隆作响，大概持续了十几秒。”据报道，整个林芝市在此次地震中均有明显震感，米林县和震中附近地区震感强烈。
地震造成林芝市巴宜区鲁朗镇部分房屋房顶脱落，扎西岗村、罗布村房子震裂，一些民房出现裂缝，拉月村全部停电。据统计，此次地震及其余震造成2992户民众住房受损，其中米林县有1003户、巴宜区有226户受损，合计有24栋办公用房，7个派出所、9所卫生院、25所学校受到地震毁损。有些道路因山体滑坡造成通行中断，各级道路计有162处受地震影响而中断，川藏公路受山体滑坡影响被巨石阻断。川藏铁路拉萨至林芝段工程暂停施工半天，以全面排查险情。震中附近的7个通信基站、53条通讯线路受损，部分地区通信中断，周围约200户居民的通讯受到影响。截止到11月18日12时，共计有3人受轻伤，其中1人被滚石砸中，另外1人是在疏散过程中腰部扭伤。此外，还有12309人受到地震影响，约2000人需要紧急转移安置。

## 观测与研究

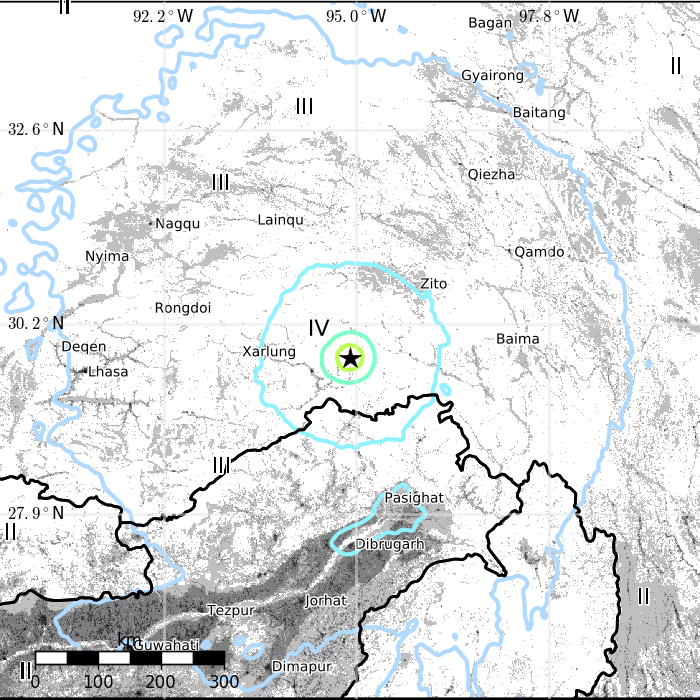
美国地质勘探局发布的2017年米林地震等烈度线图。

中国地震台网测定本次地震的规模为面波震级6.9级，矩震级6.5级，震源深度10千米。根据地震影响场经验模型估算，此次地震的最大烈度为中国地震烈度表8(Ⅷ)度。美国地质勘探局测定本次地震的规模为矩震级6.3级，震源深度10千米，并测算该次地震的最大烈度为麦加利地震烈度7(VII)度，最大加速度为23.84%g。但美国地质勘探局随后将地震规模修订为矩震级6.4级，震源深度则修正为8千米。另据欧洲和地中海地震中心测定，本次地震规模为矩震级6.4级，震源深度12千米，震中附近最大烈度为欧洲宏观地震度量5(V)度。而德国地球科学研究中心则推定指，此次地震规模为矩震级6.4级，震源深度13千米。俄罗斯科学院地球物理研究所的58个地震台站记录到了这场地震，据该研究所推算称，是次地震的规模达面波震级6.6级、体波震级6.2级，震源深度10千米，最大烈度至少可达梅德韋傑夫·史邦豪雅·卡尼克地震烈度表9(IX)度。
中国地震局的地震烈度宏观度量结果确认，此次地震的最大烈度为8(VIII)度，等震线长轴整体近北西走向，烈度达中国地震烈度表6度的震区面积为12870平方千米，8度极震区面积为310平方千米。中国地震局经专家会商后认为，西藏米林的6.9级地震属于主震，该地后续不会有更大的地震。美国地质勘探局就本次地震进行的互联网地震强度调查则接到了最大烈度达麦加利地震烈度9(IX)度的震感感知报告。
本次地震发生后的余震频繁。截至2017年11月21日8时，中国地震台网共记录到1416场余震。其中5.0至5.9级地震1个，4.0至4.9级地震2个，3.0至3.9级地震4个。

## 救援与响应
地震发生后，驻米林的解放军边防部队派出应急先遣分队近200人到达震中地区进行救援和勘察，该分队于8时45分到达地震震中米林县派镇索松村。武警林芝市支队米林县中队也随即派遣官兵携带救援物资和专业工具前往震中。林芝市公安消防支队迅速指派队员携带必要装备搭乘直升机和消防车紧急前往震区。武警交通部队也派出了3个先遣组，共20余名官兵赶赴震中。武警交通部队二支队出动兵力抢通了受损的川藏公路，并进一步清理了塌方体和落石残留。中国人民解放军林芝军分区派出官兵234人、民兵538人进入震区开展救援行动并排查灾情，对灾民进行转移安置。解放军空军派遣部队抵达重灾区进行救助，并安排无人机对震区进行航拍作业。空军运输航空兵部队整装待发，保持待命状态。解放军第77集团军和武警水电部队组织侦察、通信等方面力量做好出动准备。中国资源卫星应用中心紧急调度多颗卫星对受灾区域进行观测，其中高分四号卫星已对灾区进行了成像。与此同时，当地民政部门设立了49个临时集中安置点，供灾民临时避难。
西藏各主要机场在震后保持正常运行，林芝机场进出港航班在确认无危险后恢复正常起降。林芝市的雅鲁藏布江大峡谷景区在地震后宣布暂时关闭。有旅行社取消了前往震区旅游的旅行团，并对受影响旅客进行退款。
国家减灾委员会、中华人民共和国民政部于18日10时30分紧急启动国家Ⅳ级救灾应急响应，派出工作组赶赴灾区指导抗灾救灾。西藏自治区人民政府也启动了抗震救灾III级应急响应。武警西藏总队启动了应急响应机制，并全面收集掌握灾情。要求部队密切跟踪灾情，及时报告情况，命令武警林芝、昌都、山南支队和第一、第二支队工兵中队做好赴地震灾区进行抢险救援的准备工作。中国地震局于震后组建西藏米林6.9级地震应急指挥部，协调应急处置工作，处理震情信息。中国地震局会同西藏自治区地震局派员抵达震区开展工作，并组织中国地震台网中心、云南省地震局、四川省地震局专家协助西藏开展震情趋势研判工作。中国地震局地震预测研究所、地球物理研究所等单位的专家也分两路赶赴灾区，协助当地开展地震应急处置工作，在林芝市设立了米林地震现场工作指挥部，对震区进行勘测。其后，中国科学院青藏高原研究所确认雅鲁藏布大峡谷核心区受此次地震影响出现了水位变化的情况，但没有发生冰崩或雪崩。
中国国务院总理李克强、副总理汪洋在地震发生后作出批示，要求做好余震监测、震情趋势研判，震区地质灾害等次生灾害防范、舆情分析、舆论引导、信息报送等工作，全力协助地方政府做好抗震救灾。中华人民共和国交通运输部党组书记杨传堂、部长李小鹏亦做出批示，要求交通部公路局和路网中心启动应急响应，按工作预案要求开展应急处置工作。中华人民共和国国土资源部部长姜大明、党组书记孙绍骋作出指示，要求立即与西藏自治区国土资源厅取得联系，了解灾情，采取措施积极应对因地震引发的次生地质灾害。该部同时启动了地质灾害四级应急响应。
香港特别行政区入境事务处表示，地震发生后已透过特区政府驻成都经济贸易办事处及香港旅游业议会了解情况，暂未接获港人求助。